# Lingue fischiate
Le lingue fischiate sono linguaggi prodotti con fischi o trilli prodotti con la bocca o fischietti. Sono conosciuti almeno 70 gruppi umani che utilizzano questa modalità comunicativa, dislocati soprattutto in territori montuosi o fitte foreste, poco popolati, e con poche infrastrutture. In queste condizioni, i fischi rendono possibile la comunicazione a lunga distanza. Di solito questo modo di comunicare è usato dai pastori.

Le lingue fischiate non sostituiscono le lingue parlate ma le completano. Poiché sia i più piccoli che gli anziani non sono in grado di fischiare a causa della mancanza di denti, le lingue fischiate vengono apprese dopo la lingua materna, basandosi quindi sulla lingua relativa alla regione.

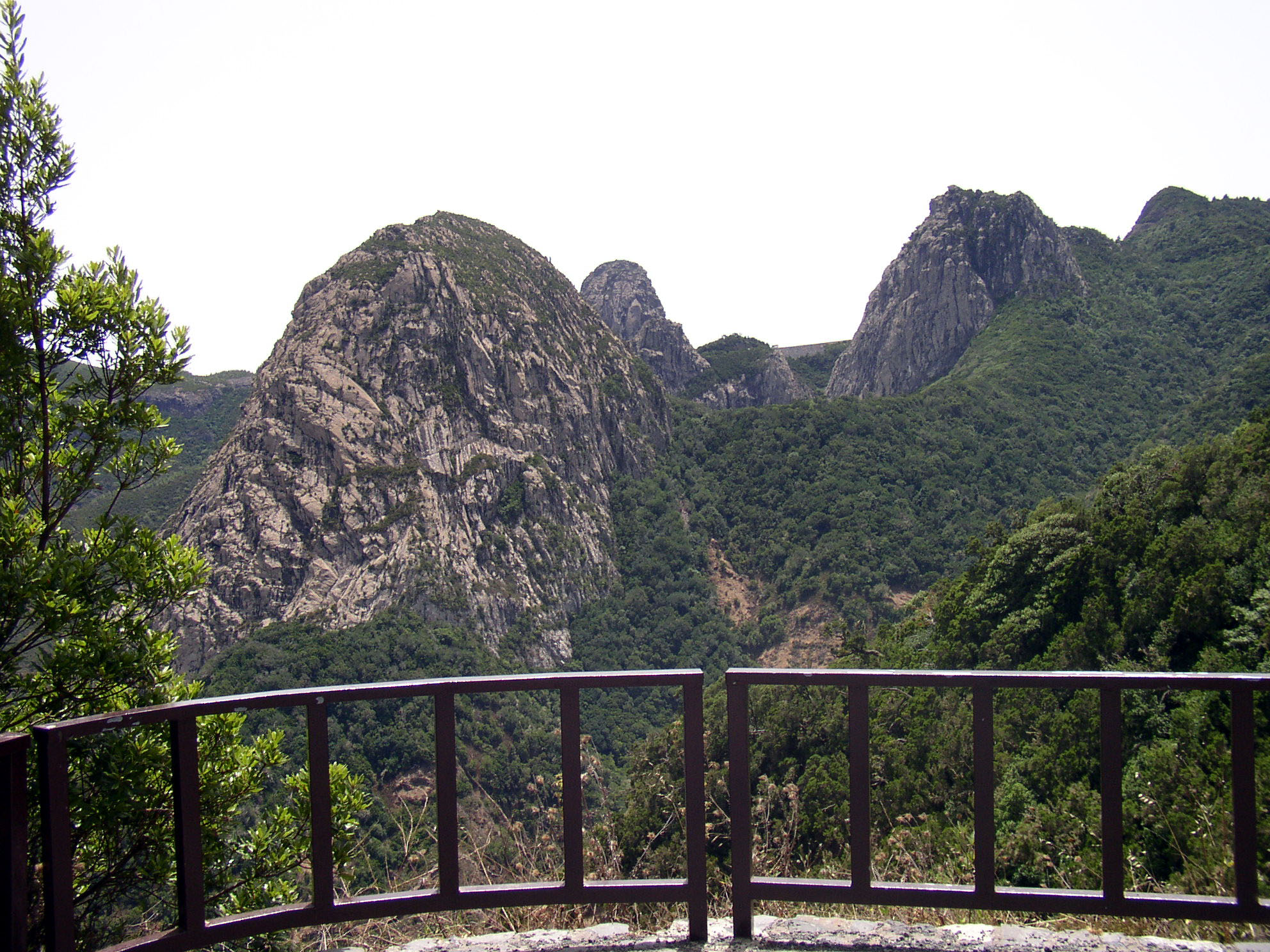
La Gomera: il fischio viene utilizzato in territori montuosi e poco popolati

## Esempi
L’esempio più conosciuto e studiato di una comunicazione basata sul fischio è quello de El Silbo utilizzato dai Guanci delle Isole Canarie. Favorita dall'assorbimento acustico delle pareti dei monti, la comunicazione è possibile su distanze fino a dieci chilometri, che altrimenti non potrebbe essere colmata urlando. 
Poiché anche El Silbo era a rischio di estinzione, negli anni ‘80 le parti interessate hanno fatto di tutto per non lasciare che questa forma di comunicazione e arte cadesse nell'oblio. Da anni El Silbo è diventato una materia d'insegnamento nelle scuole di La Gomera.
Altri esperti hanno studiato non solo le lingue fischiate nel territorio di Kuşköy (Turchia) dove viene chiamata la lingua degli uccelli o kuş dili  e nel villaggio francese dei Pirenei Aas ma anche la lingua dei Mazatechi in Messico o dei Bai nella regione cinese dello Yunnan. Normalmente le lingue fischiate si manifestano a livello locale e in una piccola regione o come nel caso di Aas in zone circoscritte solo ad un villaggio. Anche in Africa alcuni popoli comunicano con le lingue fischiate. Tuttavia non utilizzano la bocca ma si aiutano con dei fischietti fatti a mano.
Le lingue fischiate esistono sia in forma tonale che non tonale. In quasi tutti i casi ci si aiuta con le dita sia per raggiungere toni alti sia per coprire lunghe distanze. Per i dialoghi normali a corta distanza si usa sempre la voce, dunque la lingua fischiata viene impiegata solo in determinate situazioni in cui è necessaria. Fanno eccezione però i Mazatechi che usano il fischio labiale, che produce toni bassi, per parlare in privato.
Con il progresso delle moderne tecnologie di telecomunicazione e lo sviluppo infrastrutturale di aree sempre più remote, è venuta meno la necessità di comunicazione su lunghe distanze, quindi anche il motivo dell'esistenza delle lingue fischiate. Per questo molte di esse non vengono più insegnate alle generazioni successive e rischiano di scomparire o lo sono già.